# Sanningens vägar (biografi)
Denna artikel handlar om Monica Lauritzens biografi över Anne Charlotte Leffler. För Lefflers drama med samma namn, se Sanningens vägar.
Sanningens vägar: Anne Charlotte Lefflers liv och dikt är en biografi över Anne Charlotte Leffler, skriven av den svenska docenten, producenten och författaren Monica Lauritzen 2012. Den utkom på Albert Bonniers Förlag.
Biografins titel åsyftar, enligt Ebba Witt-Brattström, att Leffler i sitt författarskap strävande efter att gestalta samhällskritik och psykologisk realism i motsättning till "skönmålande idealestetik eller rabulistisk naturalism". Sanningens vägar är även titeln på Lefflers sista drama, utgivet postumt 1893.

## Bakgrund

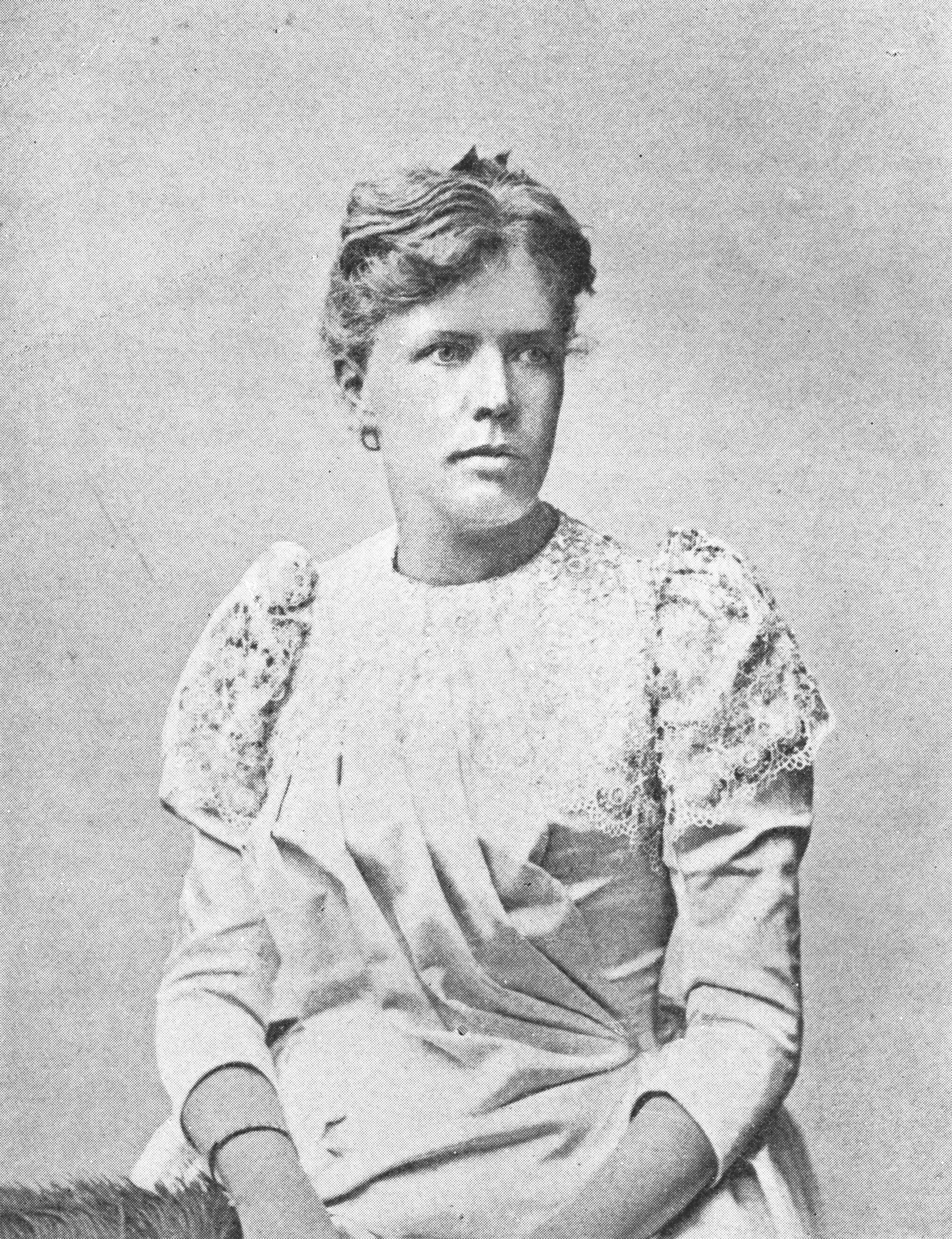
Anne Charlotte Leffler

Lauritzen bekantade sig med Leffler via antologin Synd, vilken innehöll noveller av kvinnliga författare verksamma på 1880-talet. Under arbetet med sin biografi över Emelie Flygare-Carlén (utgiven 2007) stötte Lauritzen på en artikel som behandlade Flygare-Carléns upprörda reaktion på att ha läst Lefflers novell Aurore Bunge. Lauritzen blev då nyfiken på att ta reda på mer om Leffler.

## Nominering till Augustpriset
Sanningens vägar nominerades till Augustpriset 2012 i kategorin "Årets svenska fackbok". Juryns motivering löd: "Monica Lauritzen skriver med stor lyskraft och djup kunskap om Anne Charlotte Leffler, en av 1800-talets stjärnor inom europeiskt kulturliv. Leffler verkade i en period då samtidens miljöer och människor sattes i fokus. Men också i en tid då kvinnor bröt ny mark och tog mer och mer plats i offentligheten. Anne Charlotte Leffler var en av dessa begåvade, kreativa och framgångsrika kvinnor. Men hennes framgång hade ett pris." Den 26 november 2012 meddelades att Ingrid Carlberg vunnit priset.

## Utgåvor
- Lauritzen, Monica (2012). Sanningens vägar: Anne Charlotte Lefflers liv och dikt. Stockholm: Bonnier. Libris 12750567. ISBN 978-91-0-012770-1
- Lauritzen, Monica. (2012). Sanningens vägar Anne Charlotte Lefflers liv och dikt /. Johanneshov: TPB. Libris 13591796

## Mottagande
Dagens Nyheter
Ebba Witt-Brattström var den som recenserade Sanningens vägar i Dagens Nyheter. Hon kallade biografin "uppslukande" och skrev vidare "Genom att kartlägga denna märkliga kvinnas liv, gärningar och berömmelse har Monica Lauritzen gjort en kulturgärning motsvarande hennes biografi om Emilie Flygare Carlén."
Göteborgs-Posten
I Göteborgs-Posten kallade recensenten Lisbeth Larsson Sanningens vägar för en "äreräddning som heter duga". Vidare skrev hon att boken är "Framför allt intressant som en ingående skildring av en kvinnas svåra liv på såväl äktenskaps- som den litterära marknaden under denna motsägelsefulla tid då litteraturen och idédebatten predikade kvinnans frigörelse samtidigt som de etablerade konventionerna gjorde den så gott som omöjlig."
Svenska Dagbladet
I Svenska Dagbladet benämndes Sanningens vägar som "oavbrutet fängslande". Vidare skrev recensenten Lena Kåreland att "Monica Lauritzens biografi präglas av en lust och berättarglädje som är smittsam. Det är svårt att lägga ifrån sig skildringen av Anne Charlottes Leffler liv och dikt. Den informationstäta skildringen är väl underbyggd, men kunskapen tynger aldrig. I stället imponeras man av de omfattande arkivstudier som ligger bakom ”Sanningens vägar”."
Östgöta Correspondenten
När Sanningens vägar recenserades i Östgöta Correspondenten avslutade recensenten Margareta Wiman sin recension med orden "Monica Lauritzens omfångsrika närstudie är en välkommen bedrift (som bör läsas portionsvis). Närmare den okuvliga Anne Charlotte Leffler och hennes unika skapardrift lär ingen komma."

### Fotnoter
1. ↑  ”Sanningens vägar”. Kungliga biblioteket. http://libris.kb.se/bib/12750567. Läst 1 december 2012.
2. 1 2  Witt-Brattström, Ebba (4 september 2012). ”Monica Lauritzen: ”Sanningens vägar””. Dagens Nyheter. http://www.dn.se/dnbok/bokrecensioner/monica-lauritzen-sanningens-vagar. Läst 1 december 2012.
3. ↑  ”Sökning: Efterlämnade skrifter”. Kungliga biblioteket. http://libris.kb.se/hitlist?d=libris&q=Anne+Charlotte+Leffler+Efterl%C3%A4mnade+skrifter&f=simp&spell=true&hist=true&p=1. Läst 1 december 2012.
4. ↑  Lauritzen 2012, s. 12
5. ↑  ”Nomineringarna klara till Augustpriset 2012”. Augustpriset. 1 december 2012. Arkiverad från originalet den 23 oktober 2013. https://web.archive.org/web/20131023061318/http://www.augustpriset.se/pressrum/nomineringarna-klara-till-augustpriset-2012. Läst 23 oktober 2012.
6. ↑  Linder, Lars (26 november 2012). ”En biografi av hög internationell klass”. Dagens Nyheter. http://www.dn.se/kultur-noje/en-biografi-av-hog-internationell-klass. Läst 1 december 2012.
7. ↑  Larsson, Lisbeth (13 september 2012). ”Monica Lauritzen”. Göteborgs-Posten. Arkiverad från originalet den 17 september 2012. https://web.archive.org/web/20120917055117/http://www.gp.se/kulturnoje/litteratur/1.1063681-monica-lauritzen-sanningens-vagar-anne-charlotte-lefflers-liv-och-dikt. Läst 1 december 2012.
8. ↑  Kåreland, Lena (3 september 2012). ”Lefflers liv en skrivkamp för kvinnors rätt”. Svenska Dagbladet. http://www.svd.se/kultur/understrecket/lefflers-liv-en-skrivkamp-for-kvinnors-ratt_7467086.svd. Läst 1 december 2012.
9. ↑  Wiman, Margareta (15 oktober 2012). ”Monica Lauritzen: Sanningens vägar - Anne Charlotte Lefflers liv och dikt”. Östgöta Correspondenten. Arkiverad från originalet den 18 april 2013. https://archive.is/20130418052753/http://www.corren.se/kultur/bocker/monica-lauritzen-sanningens-vagar---anne-charlotte-lefflers-liv-och-dikt-6178144-artikel.aspx. Läst 1 december 2012.